# Edu (Nigeria)
Edu è una delle sedici aree a governo locale (local government areas) in cui è suddiviso lo stato di Kwara, in Nigeria. Estesa su una superficie di 2.542 km², conta una popolazione di 201.469 abitanti.